# Topologie algebrică

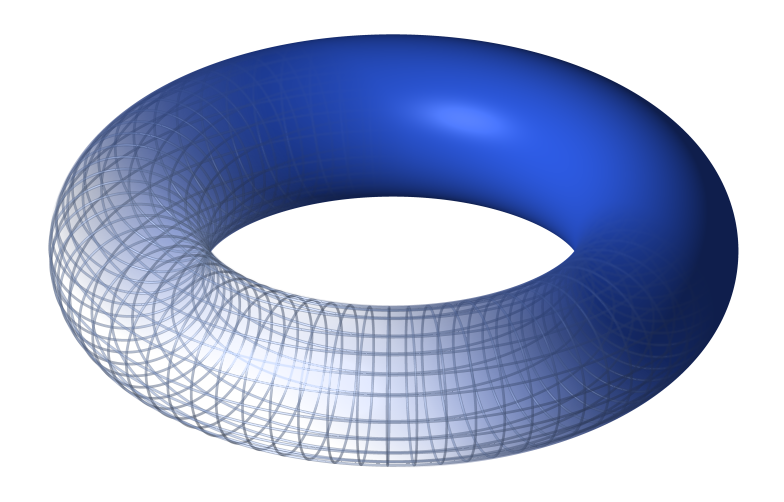
Un tor, unul dintre obiectele cel mai frecvent studiate în topologia algebrică

Topologia algebrică este o ramură a matematicii care utilizează instrumente din algebra abstractă pentru a studia spațiile topologice. Scopul fundamental este de a găsi invarianți algebrici care clasifică spațiile topologice până la omeomorfism, deși de obicei se clasifică până la echivalența omotopică.
Cu toate că topologia algebrică folosește în primul rând algebra pentru studiul problemelor topologice, utilizarea topologiei pentru a rezolva problemele algebrice este uneori posibilă. De exemplu, topologia algebrică permite o demonstrație convenabilă a faptului că orice subgrup al unui grup liber este de asemenea un grup liber.

## Ramuri principale
Mai jos sunt câteva dintre principalele domenii studiate în topologia algebrică.

### Grupuri de omotopie
În matematică, grupurile de omotopie sunt folosite în topologia algebrică pentru a clasifica spațiile topologice. Primul și cel mai simplu grup de omotopie este grupul fundamental, care înregistrează informații despre bucle într-un spațiu. Intuitiv, grupurile de omotopie înregistrează informații despre forma de bază sau găurile unui spațiu topologic.

### Omologie
În topologia algebrică și algebra abstractă, omologia (în parte din greacă ὁμός homos „identic”) este o anumită procedură generală de a asocia un șir de grupuri abeliene sau module unui obiect matematic dat, cum ar fi un spațiu topologic sau un grup.

### Coomologie
În teoria omologiei și topologia algebrică, coomologia este un termen general pentru un șir de grupuri abeliene definite dintr-un complex de colanțuri. Așadar, coomologia este definită ca studiul abstract al colanțurilor, cociclurilor și cofrontierelor. Coomologia poate fi privită ca o metodă de atribuit invarianți algebrici unui spațiu topologic care are o structură algebrică mai rafinată decât omologia. Coomologia ia naștere din dualizarea algebrică a construcției omologiei. Într-un limbaj mai puțin abstract, colanțurile în sens fundamental ar trebui să atribuie „cantități” lanțurilor din teoria omologiei.

### Varietăți
O varietate este un spațiu topologic care în apropierea fiecărui punct seamănă cu spațiul euclidian. Exemplele includ planul, sfera și torul, care pot fi toate realizate în trei dimensiuni, dar și sticla lui Klein și planul proiectiv real care nu pot fi scufundate în trei dimensiuni, dar pot fi scufundate în patru dimensiuni. De obicei, rezultatele din topologia algebrică se concentrează pe aspecte globale, nederivabile ale varietăților; de exemplu dualitatea Poincaré.

### Teoria nodurilor
Teoria nodurilor este studiul nodurilor matematice. Deși este inspirat de nodurile care apar în viața de zi cu zi la șireturi și frânghii, nodul matematic diferă prin faptul că extremitățile sale sunt unite astfel că nu poată fi desfăcut. În limbaj matematic precis, un nod este o scufundare a unui cerc în spațiul euclidian tridimensional, {\displaystyle \mathbb {R} ^{3}}. Două noduri matematice sunt echivalente dacă unul poate fi transformat în celălalt printr-o deformare a lui {\displaystyle \mathbb {R} ^{3}} asupra lui însuși (cunoscută sub numele de izotopie ambientă); aceste transformări corespund unor manipulări ale unei sfori înnodate care nu implică tăierea sforii sau trecerea sforii prin ea însăși.

### Complexe

Un 3-complex simplicial.

Un complex simplicial este un spațiu topologic de un anumit tip, construit prin „lipirea împreună” a punctelor, segmentelor de dreaptă, triunghiurilor și a corespondenților lor n-dimensionali (a se vedea ilustrația). Complexele simpliciale nu trebuie confundate cu noțiunea mai abstractă de mulțime simplicială care apare în teoria omotopiei simpliciale modernă. Corespondentul pur combinatorial al unui complex simplicial este un complex simplicial abstract.
Un CW-complex este un tip de spațiu topologic introdus de J. H. C. Whitehead pentru a satisface nevoile teoriei omotopiei. Această clasă de spații este mai largă și are unele proprietăți categoricale mai bune decât complexele simpliciale, dar păstrează totuși o natură combinatorială care permite calculul (adesea cu un complex mult mai mic).

## Metoda invarianților algebrici
Un nume mai vechi pentru domeniu a fost topologie combinatorică, ceea ce implică un accent pe modul în care un spațiu X a fost construit din altele mai simple (instrumentul standard modern pentru o astfel de construcție este CW-complexul). În anii 1920 și 1930, s-a pus un accent tot mai mare pe investigarea spațiilor topologice prin găsirea corespondențelor dintre ele la grupuri algebrice, ceea ce a condus la schimbarea numelui în topologie algebrică. Denumirea de topologie combinatorică este încă folosită uneori pentru a sublinia o abordare algoritmică bazată pe descompunerea de spații.
În abordarea algebrică se găsește o corespondență între spații și grupuri care respectă relația de omeomorfism (sau mai general omotopie) a spațiilor. Acest lucru permite reformularea afirmațiilor despre spații topologice în afirmații despre grupuri, care au o structură ușor de mânuit, făcând adesea aceste afirmații mai ușor de demonstrat. Două moduri majore în care poate fi realizat acest lucru sunt prin intermediul grupurilor fundamentale sau, mai general, al teoriei omotopiei și al grupurilor de omologie și coomologie. Grupurile fundamentale ne oferă informații de bază despre structura unui spațiu topologic, dar ele sunt adesea neabeliene și poate fi dificil de lucrat cu ele. Grupul fundamental al unui complex simplicial (finit) are o prezentare finită.
Grupurile de omologie și coomologie, pe de altă parte, sunt abeliene și, în multe cazuri importante, sunt finit generate. Grupurile abeliene finit generate sunt complet clasificate și este foarte ușor de lucrat cu ele.

## Cadru în teoria categoriilor
În general, toate construcțiile din topologia algebrică sunt functoriale; noțiunile de categorie, functor și transformare naturală au luat naștere aici. Grupurile fundamentale și grupurile de omologie și coomologie nu sunt doar invarianți ai spațiului topologic subiacent (în sensul că două spații topologice care sunt omeomorfe au aceleași grupuri asociate), ci și morfismele lor asociate corespund — o aplicație continuă a spațiilor induce un morfism de grupuri pe grupurile asociate, iar aceste morfisme pot fi folosite pentru a arăta inexistența (sau, mult mai profund, existența) aplicațiilor.
Unul dintre primii matematicieni care a lucrat cu diferite tipuri de coomologie a fost Georges de Rham. Se poate folosi structura diferențiabilă a varietăților netede prin coomologia de Rham sau coomologia Čech sau coomologia fasciculelor pentru a investiga solubilitatea ecuațiilor diferențiale definite pe varietatea în cauză. De Rham a arătat că toate aceste abordări erau interconectate și că, pentru o varietate închisă și orientată, numerele Betti derivate prin omologie simplicială erau aceleași numere Betti ca și cele obținute prin coomologia de Rham. Acest lucru a fost extins în anii 1950, când Samuel Eilenberg și Norman Steenrod au generalizat această abordare. Ei au definit omologia și coomologia ca functori echipați cu transformări naturale supuse anumitor axiome (de exemplu, o echivalență slabă a spațiilor trece la un izomorfism de grupuri de omologie), au verificat că toate teoriile de (co)omologie existente satisfăceau aceste axiome și apoi au demonstrat că o astfel de axiomatizare caracterizează în mod unic teoria.

## Aplicații
Aplicațiile clasice ale topologiei algebrice includ:
- Teorema de punctul fix a lui Brouwer: orice aplicație continuă de la n-discul unitate la el însuși are un punct fix.
- Rangul liber al celui de-al n-lea grup de omologie al unui complex simplicial este al n-lea număr Betti, ceea ce permite calcularea caracteristicii Euler–Poincaré.
- Se poate folosi structura diferențiabilă a varietăților netede prin coomologie de Rham sau Čech sau coomologia fasciculelor pentru a investiga solubilitatea ecuațiilor diferențiale definite pe varietatea în cauză.
- O varietate este orientabilă atunci când grupul de omologie întreagă top-dimensională este grupul numerelor întregi, și este neorientabilă dacă grupul este 0.
- n-sfera admite un câmp de vectori unitate continuu care nu se anulează nicăieri dacă și numai dacă n este impar. (Pentru n = 2, aceasta este uneori numită „teorema bilei păroase”.)
- Teorema Borsuk–Ulam: orice aplicație continuă de la n-sferă la n-spațiul euclidian identifică cel puțin o pereche de puncte antipodale.
- Orice subgrup al unui grup liber este liber. Acest rezultat este destul de interesant, deoarece afirmația este pur algebrică, iar cea mai simplă demonstrație cunoscută este topologică. Și anume, orice grup liber G poate fi realizat ca grupul fundamental al unui graf X. Teorema principală referitoare la spații de acoperire afirmă că fiecare subgrup H al lui G este grupul fundamental al unui spațiu de acoperire Y al lui X; dar fiecare astfel de Y este tot un graf. Prin urmare, grupul său fundamental H este liber. Pe de altă parte, acest tip de aplicație este, de asemenea, tratat mai simplu prin utilizarea morfismelor de acoperire ale grupoizilor, iar această tehnică a produs teoreme de subgrupuri nedemonstrate încă prin metode de topologie algebrică; a se vedea Higgins (1971).
- Combinatorica topologică.

## Personalități de seamă
- Frank Adams
- Michael Atiyah
- Enrico Betti
- Armand Borel
- Karol Borsuk
- Raoul Bott
- Luitzen Egbertus Jan Brouwer
- William Browder
- Ronald Brown
- Henri Cartan
- Shiing-Shen Chern
- Albrecht Dold
- Charles Ehresmann
- Samuel Eilenberg
- Hans Freudenthal
- Peter Freyd
- Pierre Gabriel
- Israel Gelfand
- Alexander Grothendieck
- Allen Hatcher
- Friedrich Hirzebruch
- Heinz Hopf
- Michael J. Hopkins
- Witold Hurewicz
- Egbert van Kampen
- Daniel Kan
- Hermann Künneth
- Ruth Lawrence
- Solomon Lefschetz
- Jean Leray
- Saunders Mac Lane
- Mark Mahowald
- J. Peter May
- Barry Mazur
- John Milnor
- John Coleman Moore
- Jack Morava
- Joseph Neisendorfer
- Emmy Noether
- Sergei Novikov
- Grigori Perelman
- Henri Poincaré
- Lev Pontryagin
- Nicolae Popescu
- Mikhail Postnikov
- Daniel Quillen
- Jean-Pierre Serre
- Isadore Singer
- Stephen Smale
- Edwin Spanier
- Norman Steenrod
- Dennis Sullivan
- René Thom
- Hiroshi Toda
- Leopold Vietoris
- Hassler Whitney
- J. H. C. Whitehead
- Gordon Thomas Whyburn

## Teoreme importante
- Teorema Blakers–Massey
- Teorema Borsuk–Ulam
- Teorema de punct fix a lui Brouwer
- Teorema de aproximare celulară
- Teorema Dold–Thom
- Teorema Eilenberg–Ganea
- Teorema Eilenberg–Zilber
- Teorema de suspensie a lui Freudenthal
- Teorema lui Hurewicz
- Teorema lui Künneth
- Teorema de punct fix a lui Lefschetz
- Teorema Leray–Hirsch
- Teorema de dualitate a lui Poincaré
- Teorema Seifert–van Kampen
- Teorema coeficienților universali
- Teorema lui Whitehead